# 播磨高岡駅
播磨高岡駅（はりまたかおかえき）は、兵庫県姫路市西今宿三丁目にある、西日本旅客鉄道（JR西日本）姫新線の駅である。

## 歴史
- 1930年（昭和5年）9月1日：鉄道省姫津線（当時）姫路駅 - 余部駅間開通時に開設[1]。
- 1934年（昭和9年）11月28日：姫津西線開通に伴い、姫津線が姫津東線に改称され、当駅もその所属となる。
- 1936年（昭和11年）
  - 4月8日：姫路駅 - 東津山駅間全通、姫津東線が姫津線の一部となり、当駅もその所属となる。
  - 10月10日：姫津線が姫新線の一部となり、当駅もその所属となる。
- 1961年（昭和36年）10月1日：貨物取扱廃止[2]。
- 1971年（昭和46年）3月1日：荷物扱い廃止[2][3]、無人駅化[4]。
- 1979年（昭和54年）：駅舎改築[1]。
- 1987年（昭和62年）4月1日：国鉄分割民営化に伴い、西日本旅客鉄道（JR西日本）の駅となる[2]。
- 1994年（平成6年）3月21日：交換設備使用開始[5][6]。
- 2009年（平成21年）：駅前を整備。ロータリーを設置し、駐輪場を新しくした。
- 2016年（平成28年）3月26日：ICカード「ICOCA」の利用が可能となる[7]。ICカード専用簡易型自動改札機で対応[8]。

## 駅構造

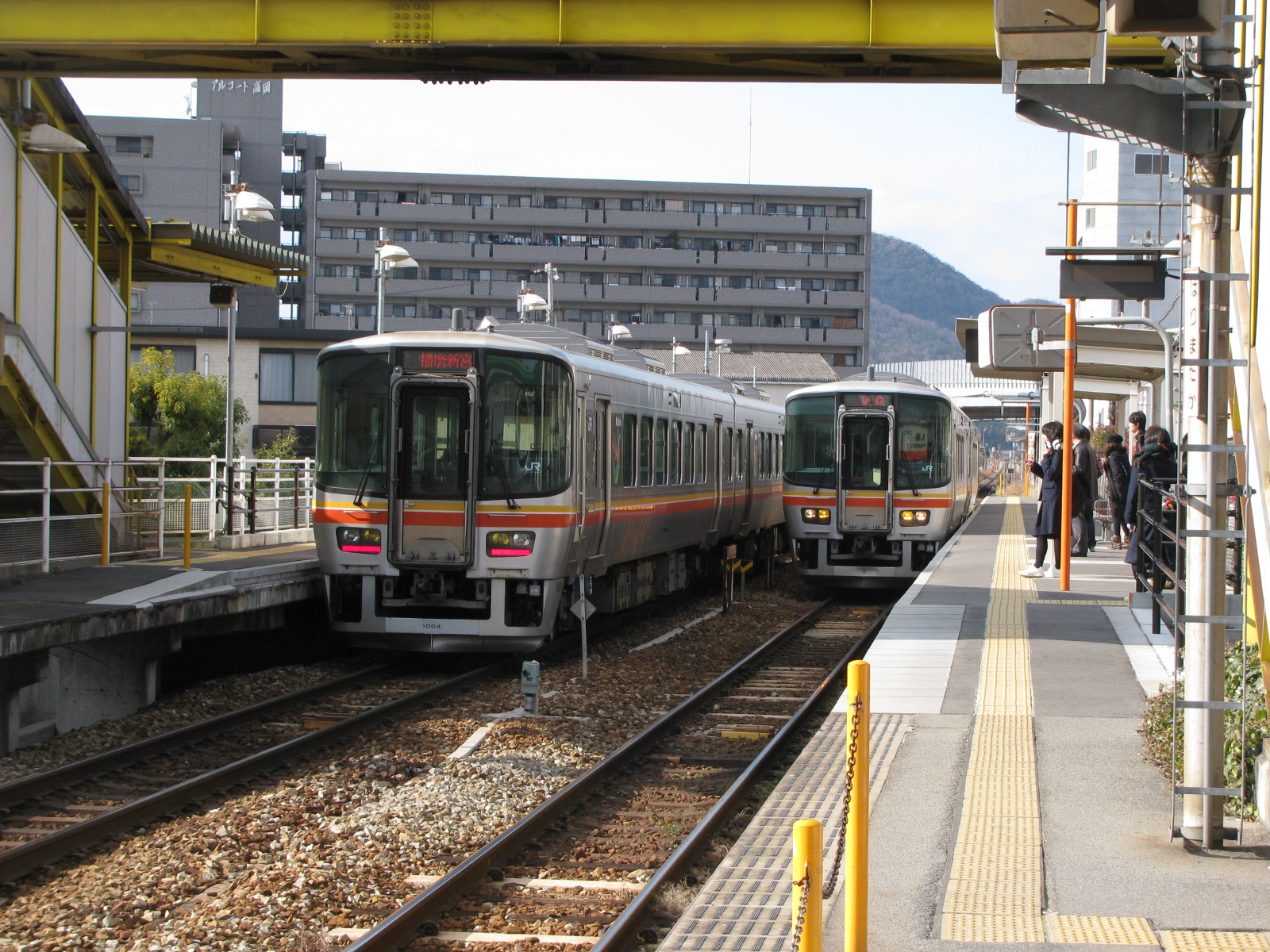
駅舎側（2番のりば）プラットホーム（右）

相対式ホーム2面2線を有する列車交換可能な地上駅。元々は単式ホーム1面1線のみで列車交換は出来なかったが、「JR山陽本線等連続立体交差事業」の一環として、平成2年度（1990年度）から平成5年度（1993年度）にかけて交換設備が増設され（プラットホーム1面新設、跨線橋1橋新設）、1994年（平成6年）3月21日ダイヤ改正より使用開始した。
構内配線は、北側（国道2号側）が通過線となった1線スルーであり、行違線が後に増設されたものである。安全側線は無い。鉄道信号機は両側に付けられており、逆線入線・逆線発車も可能であるが、実際運用では原則として北側（2番のりば）が姫路方面行ホーム、南側（1番のりば）が佐用方面行ホームとして使用される。両ホームは跨線橋で連絡している。
無人駅。北口に簡易駅舎があり、その内部に簡易型自動券売機が設置されている。トイレは男女兼用水洗トイレと小便器がある。改札口は駅舎に設置されているが、南側ホームの跨線橋脇に簡易スロープが設けられ、乗車券回収箱とICカード専用簡易型自動改札機も設置されているため（出口専用簡易型自動改札機はホーム中央付近にも設置）、そちらからも乗降が可能。

### のりば
| のりば | 路線   | 方向 | 行先     |
| ------ | ------ | ---- | -------- |
| 1      | 姫新線 | 下り | 佐用方面 |
| 2      | 姫新線 | 上り | 姫路方面 |

※のりば番号標は存在しないが、駅自動放送では上記のように案内されている。駅舎側が2番のりばである。

## 利用状況
「兵庫県統計書」によると、2023年（令和5年）度の1日平均乗車人員は1,720人である。県内の姫新線の駅の中では余部駅（2,097人）、本竜野駅（1,984人）に次いで多い。
近年の1日平均乗車人員の推移は以下の通り。
| 年度   | 1日平均 乗車人員 |
| ------ | ---------------- |
| 1995年 | 418              |
| 1996年 | 461              |
| 1997年 | 502              |
| 1998年 | 637              |
| 1999年 | 661              |
| 2000年 | 706              |
| 2001年 | 683              |
| 2002年 | 681              |
| 2003年 | 727              |
| 2004年 | 711              |
| 2005年 | 701              |
| 2006年 | 707              |
| 2007年 | 761              |
| 2008年 | 816              |
| 2009年 | 853              |
| 2010年 | 979              |
| 2011年 | 1,055            |
| 2012年 | 1,142            |
| 2013年 | 1,237            |
| 2014年 | 1,234            |
| 2015年 | 1,381            |
| 2016年 | 1,517            |
| 2017年 | 1,645            |
| 2018年 | 1,666            |
| 2019年 | 1,731            |
| 2020年 | 1,449            |
| 2021年 | 1,525            |
| 2022年 | 1,597            |
| 2023年 | 1,720            |

## 駅周辺
- 西播自動車教習所
- 秩父山公園
- グローリー本社・本社工場
- 国道2号
- 飾磨警察署今宿交番[注釈 1]
- 姫路市消防局姫路西消防署
- 姫路市休日・夜間急病センター
- 姫路市立高岡小学校
- 姫路市立琴丘高等学校
- 圓山記念日本工藝美術館

### バス路線
最寄りのバス停は国道2号沿いにある「西今宿」停留所である。
| 停留所名 | 運行事業者 | 路線名・系統・行先 |
| -------- | ---------- | --- |
| 西今宿   | 神姫バス   | - 18系統：姫路駅（北口） - 30系統：姫路駅（北口） / 才崎橋西詰・夢前川駅南・日本製鉄 - 31系統・32系統・33系統：姫路駅（北口） / 山崎 - 34系統：姫路駅（北口） / グリーンステーション鹿ヶ壷 - 35系統：姫路駅（北口） / 緑台 - 37系統：姫路駅（北口） / 太市 - 38系統・39系統：姫路駅（北口） / 青山ゴルフ場・龍野 - 40系統：姫路駅（北口） / 緑台・山崎 |

## 隣の駅
西日本旅客鉄道（JR西日本）
 姫新線
姫路駅 - 播磨高岡駅 - 余部駅